# داني هويلز
داني هويلز (بالإنجليزية: Danny Howells)‏ هو دي جيه وملحن ومنتج أسطوانات بريطاني، ولد في 24 نوفمبر 1970 في هيستينغز في المملكة المتحدة.

## وصلات خارجية
- داني هويلز على موقع ميوزك برينز (الإنجليزية)
- داني هويلز على موقع أول ميوزيك (الإنجليزية)
- داني هويلز على موقع ديسكوغز (الإنجليزية)
- داني هويلز على موقع ديسكوغز (الإنجليزية)